# Antonio Conte
Antonio Conte (Lecce, Italia, 31 de julio de 1969) es un exfutbolista y entrenador italiano. Actualmente es entrenador del SSC Napoli de la Serie A de Italia. Como futbolista, ocupaba la posición de centrocampista ofensivo. Comenzó su carrera en el Lecce y más tarde se convirtió en uno de los jugadores más galardonados e influyentes en la historia de la Juventus de Turín. Se destacó a lo largo de su carrera por su tenacidad, su ritmo de trabajo y su capacidad de liderazgo como capitán del equipo, y por ganar la Liga de Campeones, así como 5 títulos de la Serie A, entre otros logros. También jugó para la selección de fútbol de Italia y participó en la Copa Mundial de la FIFA 1994 y la Eurocopa 2000.
Su carrera como entrenador comenzó en 2007 en el Bari, al que lleva al ascenso a la Serie A en 2009, y al Siena dos años más tarde. A continuación, se hizo cargo de la Juventus en 2011, donde puso en práctica un sistema 3-5-2 con el que ganó tres títulos consecutivos de la Serie A, antes de dirigir a la selección italiana desde 2014 hasta la Eurocopa 2016. Posteriormente, entrenó al Chelsea, y tras un año sabático, llegó al banquillo del Inter de Milán.

## Trayectoria como jugador
Lecce

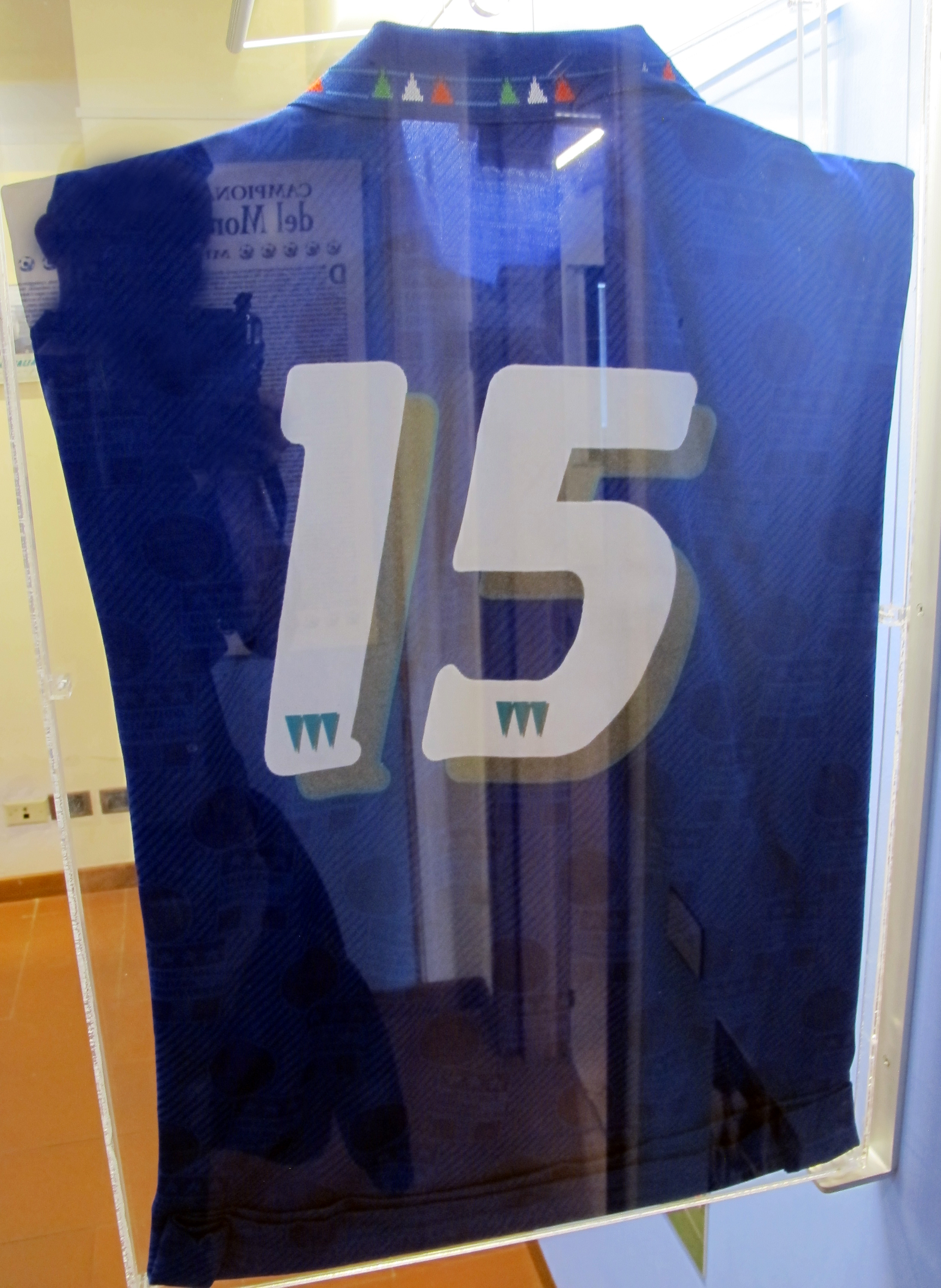
Camiseta de Antonio Conte usada en Estados Unidos 1994. Colecciones del Museo del Calcio (Florencia, Italia)

Inició su carrera como futbolista en el U. S. Lecce. Su debut en la Serie A se produjo el 6 de abril de 1986, en un encuentro ante el Pisa Calcio que finalizó con un marcador de 1-1.
Juventus
En 1992 llegó a la Juventus F. C., club al que se adaptó fácilmente. Después de la salida de Gianluca Vialli y Fabrizio Ravanelli del club bianconero, Conte asumió la capitanía del club, gracias a sus características de líder dentro del campo de juego. Con la llegada de Marcello Lippi al banquillo de la Juventus en la temporada 2001-02, fue relegado a la banca de suplentes debido a su avanzada edad y cedió la cinta de capitán a Alessandro Del Piero. Conte permaneció en el club turinés durante trece temporadas, disputó 419 encuentros y marcó 44 goles.

## Trayectoria como entrenador

### Inicios
En 2005 inició su carrera como entrenador siendo el asistente técnico de Luigi De Canio en el A. C. Siena.
En la temporada siguiente se convirtió en el entrenador del A. C. Arezzo en la Serie B, equipo que comenzó la liga con seis puntos de penalización y que finalizó en la vigésima posición.
El 28 de diciembre de 2007, Conte fichó por el A. S. Bari, reemplazando a Giuseppe Materazzi durante la segunda mitad de la temporada 2007-08 de la Serie B. Consiguió una considerable recuperación de la forma del equipo, lo que le permitió alejarse de la lucha por el descenso y colocarse cómodamente a media tabla. La temporada siguiente, la 2008-09, el A. S. Bari se coronó campeón de la Serie B, ascendiendo a la Serie A, primer gran éxito de Conte como entrenador.
En junio de 2009, después de semanas de rumores que vinculaban a Conte con la Juventus, se anunció que el técnico había llegado a un acuerdo con el club para una extensión de contrato que lo mantendría en la entidad un año más. Sin embargo, el 23 de junio, el Bari anunció que había rescindido el contrato con Antonio Conte por consentimiento mutuo.

### Atalanta
El 21 de septiembre de 2009, firmó un contrato por un año con el Atalanta B. C. A pesar de un buen comienzo al frente del Orobici, el club se encontró en problemas en noviembre, lo que provocó protestas de los seguidores locales y fricciones entre Conte y los seguidores ultra del club.
El 6 de enero de 2010, Conte se enfrentó repetidamente a los fanáticos del Atalanta durante un partido en casa contra el Napoli que terminó con una derrota de los nerazzurri por 0-2. El partido acabó con Conte recibiendo protección policial para evitar un altercado con los ultras del Atalanta. Al día siguiente, Conte presentó su renuncia al club, dejándolo en el puesto N°19.

### Siena
El 9 de mayo de 2010, Conte fue anunciado como nuevo entrenador del Siena, con el objetivo de llevar al equipo toscano de regreso a la máxima categoría después del descenso a la Serie B 2010-11. Conte aseguró con éxito el ascenso de Siena, que competiría en la temporada 2011-12 de la Serie A.

### Juventus: Empezando un Dominio en Italia
El 31 de mayo de 2011, firmó un contrato de dos años con la Juventus. Bajo su dirección, la vecchia signora se proclamó campeón invicto de la Serie A 2011-12 el 6 de mayo de 2012, tras combinar una victoria por 0-2 ante el Cagliari y la derrota 4-2 del AC Milan, su principal adversario. Tras el éxito (el equipo turinés no ganaba el Scudetto desde el año 2003), renovó su contrato hasta 2015.
La Juventus revalidó el título en la Serie A el 5 de mayo de 2013, venciendo por 1-0 al Palermo, siendo también campeón de la edición 2012-13 tras dominar todo el torneo. En la Liga de Campeones, el equipo italiano cayó en cuartos de final ante el Bayern de Múnich, futuro campeón de dicha competición.
El 17 de febrero de 2014, la Juventus ganó por 3-1 al Chievo Verona y Conte cumplió 100 partidos al frente de la Juve en la Serie A con sólo seis derrotas. El 4 de mayo, la Juventus consiguió su tercer Scudetto consecutivo gracias a la derrota de la Roma. El conjunto turinés estableció un nuevo récord de puntos en las grandes ligas del Viejo Continente, con 102 unidades, ganando todos los partidos que disputó como local. En cambio, en la Liga de Campeones sufrió una decepcionante eliminación en la fase de grupos.
Sorprendentemente, Conte, que previamente había sido confirmado por el club bianconero, anunció su dimisión el 15 de julio.

### Selección de Italia
El 14 de agosto de 2014, fue confirmado por la Federación Italiana de Fútbol (FIGC) como nuevo entrenador de la selección nacional en sustitución de Cesare Prandelli, quien dimitió tras el Mundial 2014. El 10 de octubre de 2015, la azzurra completó con éxito la clasificación para la Eurocopa 2016, asegurándose un puesto entre los dos primeros del grupo H. El 15 de marzo de 2016, se anunció que Conte abandonaría su puesto como seleccionador tras la disputa de la Eurocopa. En dicho torneo, Conte implantó un 3-5-2 muy efectivo, y logró clasificarse con facilidad para los octavos. En esa ronda, la selección italiana se enfrentó a España, a la que venció por dos goles a cero; pero en los cuartos de final, cayó contra Alemania en la tanda de penaltis por un marcador de 6-5.

### Chelsea
El 4 de abril de 2016, el Chelsea FC anunció que Conte será su nuevo entrenador las tres próximas temporadas, convirtiéndose en el quinto entrenador italiano que dirige a los blues. Comenzó ganando 3 de sus 4 primeros partidos en la Premier League, pero luego encajó dos derrotas contra dos rivales directos, Liverpool y Arsenal. Entonces decidió cambiar el sistema, pasando de 4 defensas a 3, y regresó a la senda de la victoria apoyado en una férrea defensa. El 20 de noviembre, el conjunto londinense sumó su sexta victoria consecutiva y recuperó el liderato de la Premier League. El Chelsea terminó el año igualando el récord de 13 victorias consecutivas en la Premier League tras imponerse al Stoke City por 2-0. La racha invicta terminó el 4 de enero de 2017 con una derrota contra al Tottenham Hotspur por 0-2. El 13 de enero de 2017, Conte se convirtió en el primer técnico de la historia en ganar tres premios consecutivos de Entrenador del Mes de la Premier League (en los meses de octubre, noviembre y diciembre de 2016). Finalmente, consiguió obtener el título de la Premier League el 13 de mayo, tras ganar 0-1 al West Bromwich Albion, ganando 30 de los 38 partidos del torneo de la regularidad.
En la siguiente temporada los resultados no acompañaron al equipo blue. A pesar de que se mantuvo entre los 4 primeros durante buena parte del curso, finalmente terminó en 5.º puesto en la Premier League, a 30 puntos del campeón, y por consiguiente, no pudo ni siquiera clasificarse para la siguiente edición de la Liga de Campeones. Su papel en la máxima competición continental tampoco fue brillante, pues cayó en octavos de final ante el FC Barcelona (4-1). En contrapartida, logró sumar un título más a su palmarés conquistando la FA Cup. El 13 de julio de 2018, el club anunció que prescindía de los servicios de Conte.

### Inter de Milán
El 31 de mayo de 2019, se hizo oficial que Conte sería el nuevo técnico del Inter de Milán los 3 próximos años, en sustitución de Luciano Spalletti. El equipo italiano fue eliminado de la Liga de Campeones tras perder el último partido de la fase de grupos, quedando relegado a jugar la Liga Europa. Su periplo en la Copa de Italia acabó en semifinales, donde fue eliminado por el Napoli, que acabaría venciendo dicho torneo. Finalmente, los nerazzurri fueron subcampeones de la Serie A y también de la Liga Europa.
En la temporada 2020-21, el al Inter de Milán volvió a caer en la fase de grupos de la Liga de Campeones y en semifinales de la Copa de Italia. En cambio, Conte llevó al equipo lombardo a proclamarse campeón de la Serie A, once años después de su último Scudetto.
A pesar de alcanzar la gloria de la Serie A, el Inter anunció el 26 de mayo de 2021 que Conte había dejado el club de mutuo acuerdo. Según los informes, la salida se debió a los desacuerdos que Conte tuvo con la junta directiva del club sobre las transferencias para la temporada siguiente.

### Tottenham Hotspur
El 2 de noviembre de 2021, fue nombrado entrenador del Tottenham Hotspur con un contrato hasta junio de 2023, con opción a una extensión, siendo su segunda experiencia en la Premier League. En su primera temporada con los Spurs, clasificó al cuadro londinense a la UEFA Champions League después de dos años de ausencia al terminar 4º en la Premier League.
En febrero de 2023, Conte se sometió a una cirugía y las responsabilidades de gestión se entregaron temporalmente al asistente Cristian Stellini, quien logró una merecida victoria por 1-0 contra el Manchester City. Conte regresó al banquillo del Tottenham para los siguientes partidos, cosechando una derrota por 4-1 ante el Leicester City y una derrota por 1-0 ante el AC Milan. Tras un chequeo el 16 de febrero, se anunció que Conte regresaría a Italia para continuar con su recuperación, y Stellini volvería a asumir sus funciones.
El 26 de marzo de 2023, luego de las eliminaciones en la Liga de Campeones y en la FA Cup, el club anunció que Conte había dejado el club de mutuo acuerdo.

### Napoli
El 5 de junio de 2024, fue nombrado nuevo entrenador del SSC Napoli con un contrato hasta junio de 2027.
Debutó en el banquillo de los azzurri el 10 de agosto siguiente, con motivo de la primera ronda de la Copa Italia, en el partido en casa contra el Modena, empatado a cero, y que se decidió en la tanda de penaltis; el camino de los azzurri en la competición se detendría entonces en octavos de final, derrotados por 3-1 por la Lazio. El debut liguero también fue negativo, con una derrota por 3-0 en el campo del Hellas Verona; en los partidos siguientes, sin embargo, el once de Conte invirtió repentinamente el rumbo y se metió de lleno en la lucha por el título, haciéndose con el simbólico galardón de campeón de invierno en el ecuador del torneo.
Al final de la temporada, tras un largo mano a mano hasta la última jornada con el Inter de Milán, Conte llevó al Napoli a ganar el cuarto Scudetto de la historia del club, así como su quinto personal: con este éxito, el técnico de Lecce se convirtió en el primero en haber ganado el campeonato italiano con tres equipos diferentes (Juventus, Inter y Napoli).

## Selección nacional
Fue internacional con la selección de fútbol de Italia en 20 ocasiones y marcó 2 goles. Debutó el 27 de mayo de 1994, en un encuentro amistoso ante la selección de Finlandia que finalizó con marcador de 2-0 a favor de los italianos. En 1994, fue convocado a la selección para participar en la Copa Mundial de Fútbol de 1994, donde la selección italiana obtuvo el subcampeonato. Su último encuentro con la selección lo disputó el 24 de junio de 2000, en la ciudad de Bruselas, ante la selección de Rumanía en un encuentro de la Eurocopa 2000, que finalizó con marcador de 2-0 a favor de la azzurra.

### Participaciones en Copas del Mundo
| Mundial                   | Sede           | Resultado  |
| ------------------------- | -------------- | ---------- |
| Mundial de Fútbol de 1994 | Estados Unidos | Subcampeón |

### Participaciones en Eurocopa
| Eurocopa      | Sede                   | Resultado  |
| ------------- | ---------------------- | ---------- |
| Eurocopa 2000 | Bélgica y Países Bajos | Subcampeón |

## Clubes y estadísticas

### Como futbolista
| Club           | País   | Año       | Partidos | Goles |
| -------------- | ------ | --------- | -------- | ----- |
| U. S. Lecce    | Italia | 1985-1991 | 89       | 1     |
| Juventus F. C. | Italia | 1991-2004 | 420      | 44    |

### Como entrenador
| Club                | País       | Años      |
| ------------------- | ---------- | --------- |
| Arezzo              | Italia     | 2006-2007 |
| Bari                | Italia     | 2007-2009 |
| Atalanta            | Italia     | 2009-2010 |
| Siena               | Italia     | 2010-2011 |
| Juventus            | Italia     | 2011-2014 |
| Selección de Italia | Italia     | 2014-2016 |
| Chelsea             | Inglaterra | 2016-2018 |
| Inter de Milán      | Italia     | 2019-2021 |
| Tottenham Hotspur   | Inglaterra | 2021-2023 |
| SSC Napoli          | Italia     | 2024-Act. |

## Estadísticas como entrenador

### Clubes
| Equipo                       | Div.         | Temporada    | Liga  | Liga | Liga | Liga | Liga |       | Copa | Copa | Copa | Copa  |    | Internacional | Internacional | Internacional | Internacional | Internacional |   | Otros | Otros | Otros | Otros |     | Totales     | Totales | Totales | Totales | Totales | Totales | Totales | Totales |
| Equipo                       | Div.         | Temporada    | Part. | G    | E    | P    | Pos. | Part. | G    | E    | P    | Part. | G  | E             | P             | Pos.          | Part.         | G             | E | P     | Part. | G     | E     | P   | Rendimiento | GF      | GC      | Dif.    |         |         |         |         |
| ---------------------------- | ------------ | ------------ | ----- | ---- | ---- | ---- | ---- | ----- | ---- | ---- | ---- | ----- | -- | ------------- | ------------- | ------------- | ------------- | ------------- | - | ----- | ----- | ----- | ----- | --- | ----------- | ------- | ------- | ------- | ------- | ------- | ------- | ------- |
| Arezzo · Italia              | 2.ª          | 2006-07      | 24    | 8    | 8    | 8    | 20.º | 3     | 1    | 2    | 0    | -     | -  | -             | -             | -             | -             | -             | - | -     | 27    | 9     | 10    | 8   | 45.68%      | 26      | 27      | -1      |         |         |         |         |
| Arezzo · Italia              | Total        | Total        | 24    | 8    | 8    | 8    | -    | 3     | 1    | 0    | 2    | -     | -  | -             | -             | -             | -             | -             | - | -     | 27    | 9     | 10    | 8   | 45.68%      | 26      | 27      | -1      |         |         |         |         |
| Bari · Italia                | 2.ª          | 2007-08      | 23    | 9    | 8    | 6    | 11.º | -     | -    | -    | -    | -     | -  | -             | -             | -             | -             | -             | - | -     | 23    | 9     | 8     | 6   | 50.72%      | 31      | 27      | +4      |         |         |         |         |
| Bari · Italia                | 2.ª          | 2008-09      | 42    | 22   | 14   | 6    | 1.º  | 2     | 1    | 0    | 1    | -     | -  | -             | -             | -             | -             | -             | - | -     | 44    | 23    | 14    | 7   | 62.88%      | 67      | 36      | +31     |         |         |         |         |
| Bari · Italia                | Total        | Total        | 65    | 31   | 22   | 12   | -    | 2     | 1    | 0    | 1    | -     | -  | -             | -             | -             | -             | -             | - | -     | 67    | 32    | 22    | 13  | 58.71%      | 98      | 63      | +35     |         |         |         |         |
| Atalanta · Italia            | 1.ª          | 2009-10      | 13    | 3    | 4    | 6    | Inc. | 1     | 0    | 0    | 1    | -     | -  | -             | -             | -             | -             | -             | - | -     | 14    | 3     | 4     | 7   | 30.95%      | 14      | 21      | -7      |         |         |         |         |
| Atalanta · Italia            | Total        | Total        | 13    | 3    | 4    | 6    | -    | 1     | 0    | 0    | 1    | -     | -  | -             | -             | -             | -             | -             | - | -     | 14    | 3     | 4     | 7   | 30.95%      | 14      | 21      | -7      |         |         |         |         |
| Siena · Italia               | 2.ª          | 2010-11      | 42    | 21   | 14   | 7    | 2.º  | 2     | 1    | 0    | 1    | -     | -  | -             | -             | -             | -             | -             | - | -     | 44    | 22    | 14    | 8   | 60.61%      | 71      | 38      | +33     |         |         |         |         |
| Siena · Italia               | Total        | Total        | 42    | 21   | 14   | 7    | -    | 2     | 1    | 0    | 1    | -     | -  | -             | -             | -             | -             | -             | - | -     | 44    | 22    | 14    | 8   | 60.61%      | 71      | 38      | +33     |         |         |         |         |
| Juventus · Italia            | 1.ª          | 2011-12      | 38    | 23   | 15   | 0    | 1.º  | 5     | 3    | 1    | 1    | -     | -  | -             | -             | -             | -             | -             | - | -     | 43    | 26    | 16    | 1   | 72.87%      | 77      | 26      | +51     |         |         |         |         |
| Juventus · Italia            | 1.ª          | 2012-13      | 38    | 27   | 6    | 5    | 1.º  | 4     | 2    | 1    | 1    | 10    | 5  | 3             | 2             | 1/4           | 1             | 1             | 0 | 0     | 53    | 35    | 10    | 8   | 72.33%      | 97      | 38      | +59     |         |         |         |         |
| Juventus · Italia            | 1.ª          | 2013-14      | 38    | 33   | 3    | 2    | 1.º  | 2     | 1    | 0    | 1    | 14    | 6  | 5             | 3             | 1/2           | 1             | 1             | 0 | 0     | 55    | 41    | 8     | 6   | 79.4%       | 106     | 37      | +69     |         |         |         |         |
| Juventus · Italia            | Total        | Total        | 114   | 83   | 24   | 7    | -    | 11    | 6    | 2    | 3    | 24    | 11 | 8             | 5             | -             | 2             | 2             | 0 | 0     | 151   | 102   | 34    | 15  | 75.06%      | 280     | 101     | +179    |         |         |         |         |
| Chelsea Inglaterra           | 1.ª          | 2016-17      | 38    | 30   | 3    | 5    | 1.º  | 9     | 7    | 0    | 2    | -     | -  | -             | -             | -             | -             | -             | - | -     | 47    | 37    | 3     | 7   | 80.85%      | 109     | 44      | +65     |         |         |         |         |
| Chelsea Inglaterra           | 1.ª          | 2017-18      | 38    | 21   | 7    | 10   | 5.º  | 13    | 8    | 4    | 1    | 8     | 3  | 3             | 2             | 1/8           | -             | -             | - | -     | 59    | 32    | 14    | 13  | 62.15%      | 103     | 58      | +45     |         |         |         |         |
| Chelsea Inglaterra           | Total        | Total        | 76    | 51   | 10   | 15   | -    | 22    | 15   | 4    | 3    | 8     | 3  | 3             | 2             | -             | -             | -             | - | -     | 106   | 69    | 17    | 20  | 70.44%      | 212     | 102     | +110    |         |         |         |         |
| Inter de Milán · Italia      | 1.ª          | 2019-20      | 38    | 24   | 10   | 4    | 2.º  | 4     | 2    | 1    | 1    | 12    | 7  | 1             | 4             | 2.º           | -             | -             | - | -     | 54    | 33    | 12    | 9   | 68.52%      | 113     | 54      | +59     |         |         |         |         |
| Inter de Milán · Italia      | 1.ª          | 2020-21      | 38    | 28   | 7    | 3    | 1.º  | 4     | 2    | 1    | 1    | 6     | 1  | 3             | 2             | FG            | -             | -             | - | -     | 48    | 31    | 11    | 6   | 72.22%      | 101     | 48      | +53     |         |         |         |         |
| Inter de Milán · Italia      | Total        | Total        | 76    | 52   | 17   | 7    | -    | 8     | 4    | 2    | 2    | 18    | 8  | 4             | 6             | -             | -             | -             | - | -     | 102   | 64    | 23    | 15  | 70.27%      | 214     | 102     | +112    |         |         |         |         |
| Tottenham Hotspur Inglaterra | 1.ª          | 2021-22      | 28    | 17   | 5    | 6    | 4.º  | 6     | 3    | 0    | 3    | 3     | 1  | 0             | 2             | FG            | -             | -             | - | -     | 37    | 21    | 5     | 11  | 61.26%      | 72      | 38      | +34     |         |         |         |         |
| Tottenham Hotspur Inglaterra | 1.ª          | 2022-23      | 28    | 15   | 4    | 9    | Inc. | 4     | 2    | 0    | 2    | 8     | 3  | 3             | 2             | 1/8           | -             | -             | - | -     | 40    | 20    | 7     | 13  | 55.83%      | 64      | 50      | +14     |         |         |         |         |
| Tottenham Hotspur Inglaterra | Total        | Total        | 56    | 32   | 9    | 15   | -    | 10    | 5    | 0    | 5    | 11    | 4  | 3             | 4             | -             | -             | -             | - | -     | 77    | 41    | 12    | 24  | 58.44%      | 136     | 88      | +48     |         |         |         |         |
| SSC Napoli · Italia          | 1.ª          | 2024-25      | 38    | 24   | 10   | 4    | 1.º  | 3     | 1    | 1    | 1    | -     | -  | -             | -             | -             | -             | -             | - | -     | 41    | 25    | 11    | 5   | 69.92%      | 65      | 30      | +35     |         |         |         |         |
| SSC Napoli · Italia          | 1.ª          | 2025-26      | 0     | 0    | 0    | 0    | -    | 0     | 0    | 0    | 0    | 0     | 0  | 0             | 0             | -             | 0             | 0             | 0 | 0     | 0     | 0     | 0     | 0   | 0%          | 0       | 0       | +0      |         |         |         |         |
| SSC Napoli · Italia          | Total        | Total        | 38    | 24   | 10   | 4    | -    | 3     | 1    | 1    | 1    | 0     | 0  | 0             | 0             | -             | 0             | 0             | 0 | 0     | 41    | 25    | 11    | 5   | 69.92%      | 65      | 30      | +35     |         |         |         |         |
| Total clubes                 | Total clubes | Total clubes | 504   | 305  | 118  | 81   | -    | 62    | 34   | 11   | 17   | 61    | 26 | 18            | 17            | -             | 2             | 2             | 0 | 0     | 629   | 367   | 147   | 115 | 66.14%      | 1116    | 572     | +544    |         |         |         |         |
| 1. 2. 3.                     |              |              |       |      |      |      |      |       |      |      |      |       |    |               |               |               |               |               |   |       |       |       |       |     |             |         |         |         |         |         |         |         |

### Selección
| Italia              | 2014                | -   | -   | -   | -  | - | 4  | 3  | 1  | 0  | -  | -  | -  | -  | -   | 2  | 2 | 0 | 0 | 6   | 5   | 1   | 0   | 88.89% | 9    | 2   | +7   |
| Italia              | 2015                | -   | -   | -   | -  | - | 6  | 4  | 2  | 0  | -  | -  | -  | -  | -   | 4  | 0 | 2 | 2 | 10  | 4   | 4   | 2   | 53.33% | 14   | 12  | +2   |
| Italia              | 2016                | -   | -   | -   | -  | - | -  | -  | -  | -  | 5  | 3  | 1  | 1  | 1/4 | 4  | 2 | 1 | 1 | 9   | 5   | 2   | 2   | 62.97% | 11   | 9   | +2   |
| Total selección     | Total selección     | -   | -   | -   | -  | - | 10 | 7  | 3  | 0  | 5  | 3  | 1  | 1  | -   | 10 | 4 | 3 | 3 | 25  | 14  | 7   | 4   | 65.33% | 34   | 21  | +13  |
| Total en su carrera | Total en su carrera | 504 | 305 | 118 | 81 | - | 72 | 41 | 14 | 17 | 66 | 29 | 19 | 18 | -   | 12 | 6 | 3 | 3 | 654 | 381 | 154 | 119 | 66.11% | 1150 | 593 | +557 |

### Resumen por competiciones
| Competición                        | Partidos | Ganados | Empatados | Perdidos | %      | Resultado        |
| Clubes                             | Clubes   | Clubes  | Clubes    | Clubes   | Clubes | Clubes           |
| ---------------------------------- | -------- | ------- | --------- | -------- | ------ | ---------------- |
| Serie B                            | 131      | 60      | 44        | 27       | 57%    | Campeón          |
| Serie A                            | 241      | 162     | 55        | 24       | 74.83% | Campeón          |
| Copa Italia                        | 30       | 14      | 7         | 9        | 54.45% | Subcampeón       |
| Supercopa de Italia                | 2        | 2       | 0         | 0        | 100%   | Campeón          |
| Premier League                     | 132      | 83      | 19        | 30       | 67.68% | Campeón          |
| FA Cup                             | 19       | 14      | 2         | 3        | 77.19% | Campeón          |
| EFL Cup                            | 12       | 6       | 2         | 4        | 55.56% | Semifinales      |
| Community Shield                   | 1        | 0       | 0         | 1        | 0%     | Subcampeón       |
| Liga de Campeones de la UEFA       | 44       | 15      | 16        | 13       | 46.21% | Cuartos de final |
| Liga Europea de la UEFA            | 14       | 10      | 2         | 2        | 76.19% | Subcampeón       |
| Liga Europa Conferencia de la UEFA | 3        | 1       | 0         | 2        | 33.33% | Fase de grupos   |
| Total clubes                       | 629      | 367     | 147       | 115      | 66.14% | 10 Títulos       |
| Selecciones                        |          |         |           |          |        |                  |
| Clasificatorias Eurocopa           | 10       | 7       | 3         | 0        | 80%    | Clasificado      |
| Eurocopa                           | 5        | 3       | 1         | 1        | 66.67% | Cuartos de final |
| Amistosos                          | 10       | 4       | 3         | 3        | 50%    | +4 PG            |
| Total selección                    | 25       | 14      | 7         | 4        | 65.33% | Sin Títulos      |
| Total en su carrera                | 654      | 381     | 154       | 119      | 66.11% | 10 Títulos       |

## Palmarés

### Como futbolista

#### Campeonatos nacionales
| Título              | Club           | País   | Año  |
| ------------------- | -------------- | ------ | ---- |
| Serie A             | Juventus F. C. | Italia | 1995 |
| Copa de Italia      | Juventus F. C. | Italia | 1995 |
| Supercopa de Italia | Juventus F. C. | Italia | 1995 |
| Serie A             | Juventus F. C. | Italia | 1997 |
| Supercopa de Italia | Juventus F. C. | Italia | 1997 |
| Serie A             | Juventus F. C. | Italia | 1998 |
| Serie A             | Juventus F. C. | Italia | 2002 |
| Supercopa de Italia | Juventus F. C. | Italia | 2002 |
| Serie A             | Juventus F. C. | Italia | 2003 |
| Supercopa de Italia | Juventus F. C. | Italia | 2003 |

#### Copas internacionales
| Título                | Club           | País   | Año  |
| --------------------- | -------------- | ------ | ---- |
| Copa de la UEFA       | Juventus F. C. | Italia | 1993 |
| UEFA Champions League | Juventus F. C. | Italia | 1996 |
| Supercopa de Europa   | Juventus F. C. | Italia | 1996 |
| Copa Intercontinental | Juventus F. C. | Japón  | 1996 |
| Copa Intertoto        | Juventus F. C. | Italia | 1999 |

### Como entrenador

#### Campeonatos nacionales
| Título              | Club            | País       | Año     |
| ------------------- | --------------- | ---------- | ------- |
| Serie B             | A. S. Bari      | Italia     | 2009    |
| Serie A             | Juventus F. C.  | Italia     | 2011-12 |
| Supercopa de Italia | Juventus F. C.  | Italia     | 2012    |
| Serie A             | Juventus F. C.  | Italia     | 2012-13 |
| Supercopa de Italia | Juventus F. C.  | Italia     | 2013    |
| Serie A             | Juventus F. C.  | Italia     | 2013-14 |
| Premier League      | Chelsea F. C.   | Inglaterra | 2016-17 |
| FA Cup              | Chelsea F. C.   | Inglaterra | 2017-18 |
| Serie A             | Inter de Milán  | Italia     | 2020-21 |
| Serie A             | S. S. C. Napoli | Italia     | 2024-25 |

#### Distinciones individuales
| Distinción                                                      | Año                                         |
| --------------------------------------------------------------- | ------------------------------------------- |
| Panchina d'Argento                                              | 2008-09                                     |
| Panchina d'Oro                                                  | 2011-12, 2012-13, 2013-14, 2020-21          |
| Entrenador del Año en Italia                                    | 2011-12, 2012-13, 2013-14, 2020-21, 2024-25 |
| Trofeo Tomasso Mastrelli al entrenador italiano de la temporada | 2011-12                                     |
| Premio Nicola Ceravolo                                          | 2013                                        |
| Premio Viareggio Sport Gherardo Gioè                            | 2013                                        |
| Premio Globe Soccer al entrenador del año                       | 2013                                        |
| Premio Gazzetta Sports al entrenador del año                    | 2015                                        |
| Entrenador del Año de la Premier League                         | 2017                                        |

## Condecoraciones
| Condecoración                                             | Año  |
| --------------------------------------------------------- | ---- |
| Caballero de la Orden al Mérito de la República Italiana. | 2000 |